# Karl Hoffmann (Geistlicher, 1940)

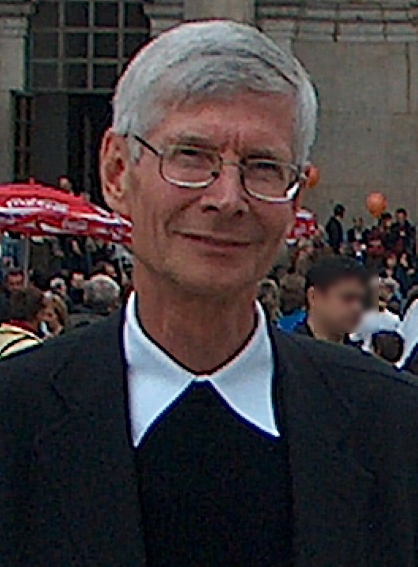
Karl Hoffmann SDS, Berlin 2005

Karl Hoffmann SDS (* 2. Februar 1940 in Berlin; † 15. Dezember 2020 ebenda) war ein deutscher römisch-katholischer Ordenspriester und von 1993 bis 1999 Generalsuperior der Salvatorianer.

## Leben
Karl Hoffmann wuchs in Berlin auf und trat nach dem Abschluss einer Bank-Ausbildung der Ordensgemeinschaft der Salvatorianer bei. Er studierte in Passau katholische Theologie und empfing am 6. Januar 1971 das Sakrament der Priesterweihe. Von 1971 bis 1977 war er in Münster Kaplan der Salvatorianerpfarrei St. Gottfried. Bis 1981 war er anschließend Pfarrer der Gemeinde St. Pius X. in Neuss und später Superior der Salvatorianer im Kloster Steinfeld.
Von 1993 bis 1999 war er Generalsuperior seines Ordens in Rom. Seit 2002 lebte er im Salvatorkolleg in Berlin-Schmargendorf und war im Erzbistum Berlin als geistlicher Begleiter für die pastoralen Mitarbeiter und als Spiritual für das Priesterseminar St. Petrus tätig. Im Jahr 2018 gab er aus gesundheitlichen Gründen seine Aufgaben im Erzbistum ab. Im Dezember 2020 starb er an den Folgen einer COVID-19-Erkrankung.